# Rybník (Nitra)
|  | No s'ha de confondre amb Rybník (Banská Bystrica). |

Rybník és un poble i municipi d'Eslovàquia que es troba a la regió de Nitra, al sud-oest del país.
Està situat a l'est de la regió, prop dels rius Ipeľ i Hron (conca hidrogràfica del Danubi) i de la frontera amb la regió de Banská Bystrica.

## Història
La primera menció escrita de la vila es remunta al 1075.

## Demografia
| Godina             | 1994 | 2004   | 2014   | 2024   |
| ------------------ | ---- | ------ | ------ | ------ |
| Nombre de persones | 1398 | 1404   | 1439   | 1385   |
| Diferència         |      | +0,42% | +2,49% | −3,75% |

| Godina             | 2023 | 2024   |
| ------------------ | ---- | ------ |
| Nombre de persones | 1394 | 1385   |
| Diferència         |      | −0,64% |